# Baker Street (piosenka)
Baker Street – piosenka napisana i nagrana przez Gerry’ego Rafferty’ego, wydana w 1978 roku. Kompozycja znalazła się na drugim solowym albumie Rafferty’ego, City to City. Singiel zawierający „Baker Street” wspiął się na 2. miejsce w Stanach Zjednoczonych, natomiast w Wielkiej Brytanii dotarł do pozycji 3. W rankingu czytelników z 2008 roku, prowadzonym przez amerykańskie czasopismo „Rolling Stone”, kompozycja znalazła się wśród „100 najlepszych gitarowych utworów wszech czasów” (100 Greatest Guitar Songs of All Time).

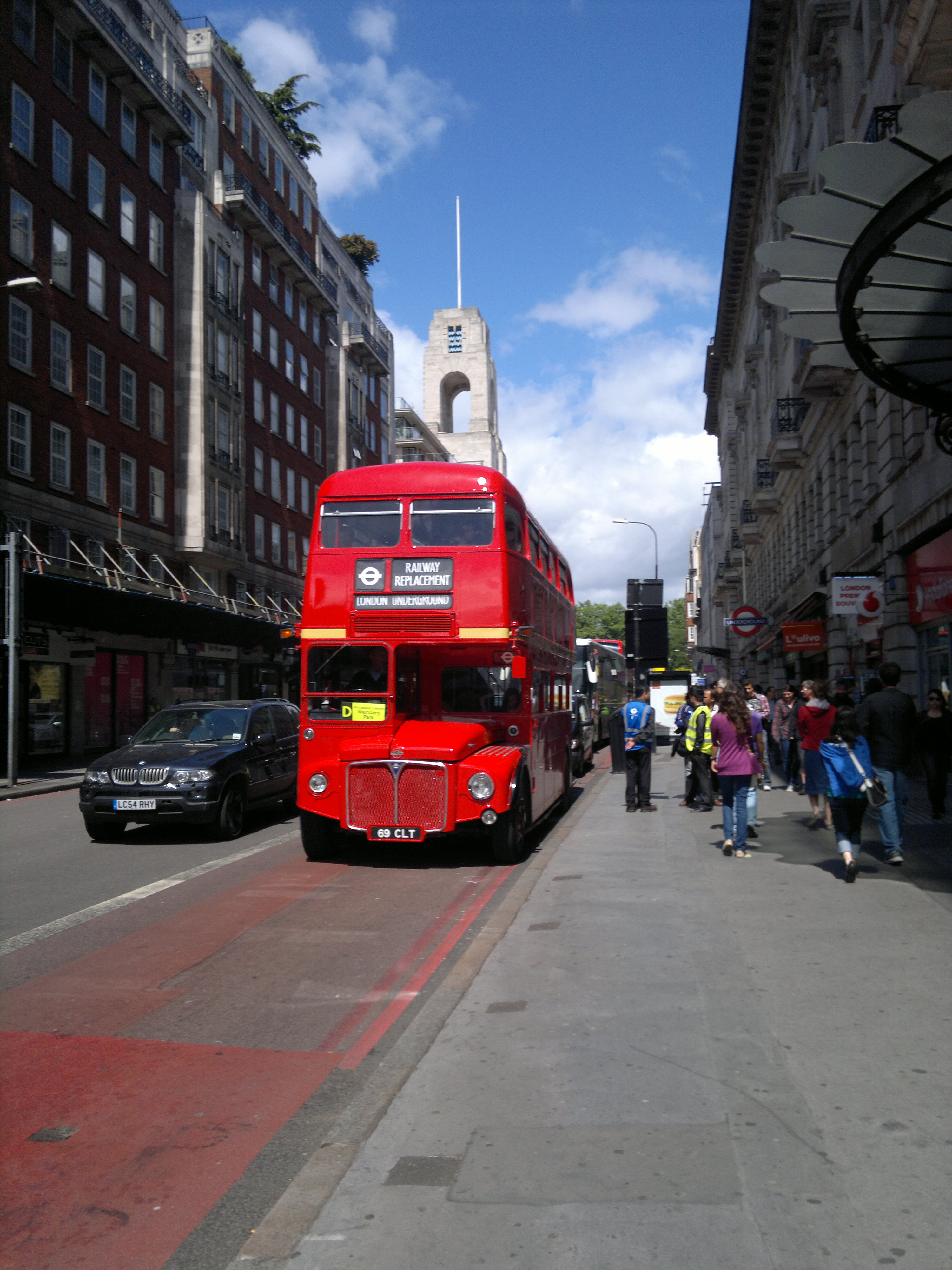
Ulica Baker Street w Londynie

Warstwa liryczna jest osobistą refleksją na temat ludzi, którzy popadli w rutynę i doznają głębokiego zawodu. Aranżacja tej softrockowej ballady znana jest szczególnie z fragmentu gry solowej na saksofonie. Tytuł utworu zaczerpnięty został od nazwy londyńskiej ulicy.
Album City to City był pierwszym wydawnictwem Rafferty’ego po rozwiązaniu problemów prawnych związanych z formalnym rozpadem grupy Stealers Wheel, w której muzyk występował do 1975 roku. W czasie kolejnych 3 lat Rafferty nie był w stanie opublikować żadnego materiału w związku ze sporem dotyczącym zobowiązań wynikających z umowy nagraniowej zespołu.

## Solo na saksofonie
Rzucający się w uszy ośmiotaktowy, saksofonowy fragment utworu został zagrany przez Raphaela Ravenscrofta. Początkowo solówka ta miała być nagrana z udziałem gitary. Ravenscroft znajdował się w studiu nagraniowym, by zarejestrować krótką część z saksofonem sopranowym, jednak gdy usłyszał, że gitarzysta nie jest w stanie zagrać tego na instrumencie, zasugerował, by to on nagrał tę partię, używając saksofonu altowego, który ma w swoim samochodzie. Solo wywołało – co stało się znane jako „fenomen Baker Street” – ponowny wzrost sprzedaży saksofonów, a także spowodowało chętne ich używanie w mainstreamowej muzyce popularnej oraz w reklamach telewizyjnych.
Pojawiły się jednak kontrowersje związane z autorstwem melodii na saksofon. Bardzo podobna linia pojawiła się 10 lat wcześniej w kompozycji amerykańskiego muzyka jazzowego Gary’ego Burtona – „Half a Heart”, która była wykonywana przez saksofonistę Steve’a Marcusa na jego albumie – Tomorrow Never Knows. Inną wersję z tą samą linią melodyczną można znaleźć na różnych albumach kompilacyjnych Larry’ego Coryella (np. Basics (1976) i Birdfingers (2002)), gdzie Coryell zagrał linię na gitarze.
Solo to wykonane na saksofonie jest także tematem anegdoty (urban myth) stworzonej w latach 80. przez pisarza i prezentera Stuarta Maconie’ego. Jako jeden ze sparodiowanych faktów stworzonych do stałej sekcji Would You Believe It? (tłum. Uwierzyłbyś temu?) w gazecie „New Musical Express”, Maconie stwierdził, że to brytyjski aktor i prezenter telewizyjny Bob Holness nagrał solo na saksofonie. Holness od tego momentu wtórował temu mitowi, potwierdzając go, choćby podczas wywiadu dla „STOIC” (Student Television of Imperial College) z 1993.

## Solo na gitarze
Legendarne solo w „Baker Street” zostało zagrane przez Hugh Burnsa. Łączy je niewielkie stylistyczne podobieństwo do linii melodyjnych gitary klasycznej pojawiającej się w przeboju George’a Michaela z 1984 – „Careless Whisper”.

## Pozostałe wersje

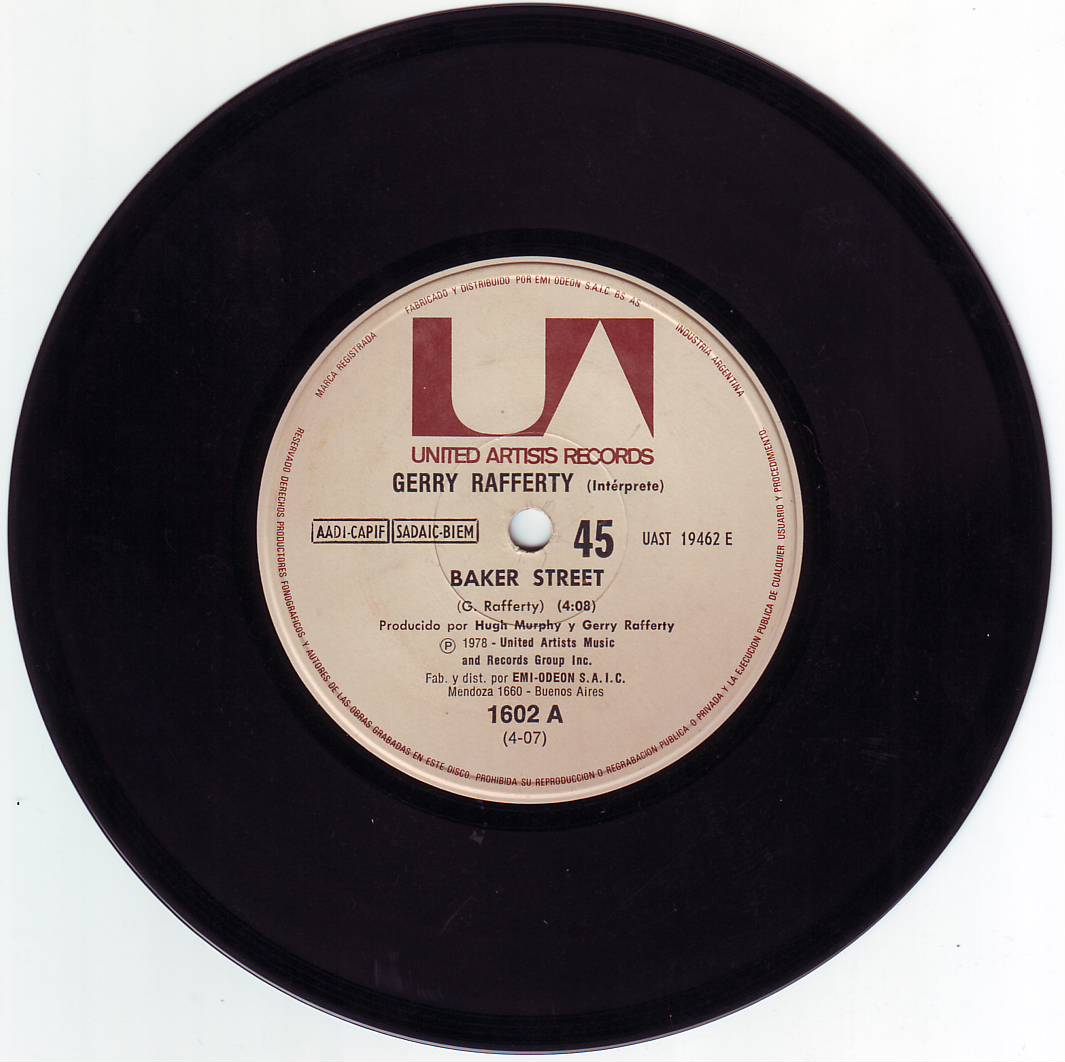
Singiel „Baker Street” (winyl 45 rpm)

Oryginalna wersja – z albumu studyjnego City to City – trwa 6:01. Pochodząca z singla wersja wydana na rynku amerykańskim trwa natomiast niespełna 2 min krócej – 4:08; jej tempo zostało znacznie przyśpieszone, by dopasować je do warunków czasowych, podyktowanych przez komercyjne rozgłośnie radiowe. W 1988 roku, kiedy City to City po raz pierwszy wydany na płycie kompaktowej, albumowa wersja została samoczynnie trochę przyśpieszona, być może przez błąd w procesie masteringu. Alternatywna, nieucięta i zremiksowana wersja, wydana w 1991 (jako część kompilacji wyd. na CD, Right Down The Line: The Best Of Gerry Rafferty), zawiera ok. 30 s więcej końcowego materiału nie znajdującego się w wersji oryginalnej z 1978 roku. W owym nowym miksie, pogłos został podkreślony przez akcenty skrzyżowanych pałeczek na werblu, natomiast wokal Rafferty’ego został elektronicznie podwojony. Prędkość w wersji z 1991 roku jest właściwie wolniejsza od oryginału z 1978 roku. W 2006, australijska firma Raven Records wydała Days Gone Down: The Anthology 1970–1982, z miksem z 1978 roku, który został przywrócony do prawidłowej szybkości, jaką można usłyszeć na City to City, jednak nadal solo na saksofonie zanika przez kilka sekund.

## Teledysk
Wideoklip do „Baker Street” został nakręcony w czasie jego pierwszego wydania. Ścieżka dźwiękowa, użyta do synchronizacji z obrazem, została spowolniona tak bardzo, że ton głosu Rafferty’ego może być niewłaściwie odebrany jako pełna oktawa albo zbyt niski ton.

## Wybrane covery
W 1992 roku wydany został cover utworu, nagrany przez brytyjską grupę dance’ową Undercover, który pojawił się na albumie Discover this Groove. Dotarł on do 2. miejsca w Wielkiej Brytanii. W tej wersji zastąpiono słowo booze (tłum. alkohol) wyrazem crack (tłum. narkotyk).
Pozostali muzycy, którzy przerobili utwór:

- Waylon Jennings – muzyk country
- Rick Springfield – muzyk rockowy
- The Shadows (String of Hits, 1979, UK #1[6]) – wersja instrumentalna
- Livingston Taylor – artysta folkowy
- Jars of Clay (na koncercie)
- Carnival in Coal – grupa heavymetalowa
- Maynard Ferguson – trębacz jazzowy (album Carnival – 1978)
- London Symphony Orchestra (instr. wersja – EMI Studio 1, Londyn – 1980)
- Eric Gaffney – współzałożyciel zespołu Sebadoh
- State Radio – zespół rockowy (trasa koncertowa 2009)
- Michael Lington – saksofonista jazzowy
- Scooter – niemiecki zespół techno sampluje solo saksofonu w utworze „Nessaja” (film Brüno)
- Foo Fighters – singiel „My Hero” (str. B)
- Michael Mind – niemiecki wykonawca house i dance (album My mind – 2008)
- Ali Campbell – album Great British Songs (2010)

## Nawiązania do utworu
- Utwór ten gitarzysta rockowy Slash (Guns N’ Roses) opisał jako mający wpływ na jego solo gitarowe w „Sweet Child O’ Mine”[7].
- „Baker Street” pojawił się (w oryg. wersji Rafferty’ego) w amerykańskim filmie komediowym MacGruber (2010)[8].
- Utwór można także usłyszeć podczas oglądania filmu Zodiak (2007) w reżyserii Davida Finchera[9].
- Ballada pojawia się również w amer. dramacie z 2006 – Wszyscy twoi święci[10].
- Kompozycja Rafferty’ego znajduje się także na trackliście do dramatu amer. Buntownik z wyboru (1997) wyreżyserowanego przez Gusa Van Santa[11].
- Fragment tego utworu pojawia się w 3. odcinku 9. sezonu serialu Simpsonowie. Wykonuje go Lisa Simpson.
- Utwór występuje w stacji radiowej Los Santos Rock Radio w grze Grand Theft Auto V[12].

## Pozycje na listach przebojów
Gerry Rafferty
| Rok  | Lista przebojów           | Pozycja |
| ---- | ------------------------- | ------- |
| 1978 | UK Singles Chart          | 3       |
| 1978 | Billboard Hot 100         | 2       |
| 1978 | ARIA Charts               | 1       |
| 1978 | Springbok Radio           | 1       |
| 1990 | UK Singles Chart (remiks) | 53      |

Undercover
| Rok  | Lista przebojów  | Pozyzja |
| ---- | ---------------- | ------- |
| 1992 | UK Singles Chart | 2       |

Foo Fighters
| Rok  | Lista przebojów                 | Pozyzja |
| ---- | ------------------------------- | ------- |
| 1998 | Billboard Mainstream Rock Songs | 34      |